# Amt Schildschlag
Das Amt Schildschlag (Schyldislo) war ein Gericht der Herren von Buchenau, das im Besitz der Abtei Hersfeld und Lehensbesitz derer von Buchenau war. 1648 kam es mit dem Gebiet der Abtei Hersfeld zur Landgrafschaft Hessen-Kassel.

## Geographische Lage
Das Amt lag zwischen Hersfeld im Nordwesten und Schenklengsfeld. Im Amtsgebiet verliefen der Wüllersbach, der Fischbach und die Eitra, welche im Ort Eitra in die Haune entwässern. Im Süden beginnt die Wippershainer Höhe. In Richtung Süden und Südosten fällt das Gelände leicht zur Hochebene der Kuppenrhön bzw. des Hessischen Kegelspieles hin ab. Sieglos und Eitra liegen im unteren Haunetal. Bis auf Wippershain, das heute zur Gemeinde Schenklengsfeld gehört, sind die genannten Orte Teile von Hauneck. Alle liegen im südlichen Teil des Landkreises Hersfeld-Rotenburg.

## Angrenzende Verwaltungseinheiten
|                                            | Kloster Petersberg (Abtei Hersfeld, nach 1648 zur Landgrafschaft Hessen-Kassel) |                                                                          |
| Amt Hauneck (Landgrafschaft Hessen-Kassel) | Kompassrose, die auf Nachbargemeinden zeigt                                     | Amt Landeck (Abtei Hersfeld, nach 1648 zur Landgrafschaft Hessen-Kassel) |
|                                            | Herrschaft Buchenau (Kloster Fulda)                                             |                                                                          |

## Geschichte
Das kleine hersfeldische „Gericht Schildschlag“ (Schyldislo) wurde im 13. Jahrhundert aus südwestlichen Teilen der kaiserlichen Eherinevirst-Schenkung von 1003 gebildet. Es wurde während seiner Existenz immer von benachbarten Ämtern verwaltet, hatte daher auch nie einen eigenen Amtmann beziehungsweise eine eigene Gerichtsstätte. Ab dem 13. Jahrhundert hatten die Herren von Buchenau das Gericht vom Hersfelder Abt zu Lehen, nachdem sie es vom hessischen Landgrafen gekauft hatten. Ab dem 14. Jahrhundert änderten sich die Besitz- und Lehensverhältnisse mehrfach: Gerichtsherren waren neben den Buchenauern nun zunächst die Propstei Johannesberg, einem Unterkloster der Abtei Hersfeld, der die von Buchenau das halbe Gericht erblich verkauften, und später Landgraf Wilhelm II. von Hessen. In dieser Zeit wurde das Gericht daher vom südlich gelegenen Buchenau, vom hersfeldischen Johannesberg oder vom hessischen Hauneck aus verwaltet, wo auch jeweils die Gerichtsstätten lagen.
Als das Gebiet der Reichsabtei Hersfeld 1648 rechtsverbindlich Teil der Landgrafschaft Hessen-Kassel wurde, gingen auch die Lehensherrschaft und der Besitz des halben Gerichts auf die Landgrafen über. Zwischen 1720 und 1722 wurde das Gericht vollständig hessisch, als der Landgraf von Hessen-Kassel den verbliebenen Lehensbesitz der Buchenauer, das heißt das halbe Gericht Schildschlag, durch Kauf erwarb. Danach wurde das Gericht Schildschlag aufgelöst und die Orte wurden dem hessischen Amt Hauneck mit Sitz in Holzheim zugewiesen.
Während der Französischen Besetzung 1807 bis 1813 gehörten die Orte des ehemaligen Gerichts Schildschlag zum Kanton Petersberg im Distrikt Hersfeld des Departements der Werra. Nach der Auflösung des Königreichs Westphalen im Jahr 1813 wurde das nunmehrige Kurfürstentum Hessen mit seiner Verwaltungsstruktur wieder hergestellt.
Mit der kurhessischen Kreiseinteilung 1821 wurden die alten Gerichte und Ämter aufgelöst und durch Kreise ersetzt. Seitdem gehörte das Gebiet zum Landkreis Hersfeld.

## Zugehörige Orte
- Eitra
- Fischbach
- Sieglos
- Wippershain